# コペルティーノ
コペルティーノ（イタリア語: Copertino）は、イタリア共和国プッリャ州レッチェ県にある、人口約2万4000人の基礎自治体（コムーネ）。

## 地理

### 位置・広がり

#### 隣接コムーネ
隣接するコムーネは以下の通り。
- アルネザーノ
- カルミアーノ
- ガラティーナ
- レークイレ
- レヴェラーノ
- モンテローニ・ディ・レッチェ
- ナルド
- サン・ピエトロ・イン・ラーマ